# Grand Prix des Pays-Bas de Champ Car
Le Grand Prix des Pays-Bas de Champ Car (officiellement dénommé Bavaria Champ Car Grand Prix Powered by Audi, Gant, Hertz, Jumbo & Pioneer) était une manche du championnat Champ Car. Il ne fut disputé qu'une seule fois, en 2007 sur le TT Circuit Assen.

## Palmarès
| Année | Vainqueur     | Voiture        | Championnat            |
| ----- | ------------- | -------------- | ---------------------- |
| 2007  | Justin Wilson | Panoz-Cosworth | Champ Car World Series |